# Skånes konstförening
Skånes konstförening är ett galleri för samtidskonst i stadsdelen Södra Sofielund i Malmö. Föreningen bildades 1904 av medlemmar ur Skånska konstnärslaget, och driver idag ett galleri för utställningar av samtidskonst, kulturevenemang och pedagogik. Skånes konstförening drivs som en ideell förening och har sedan grundandet 1904 haft en framträdande position i staden Malmös och regionen Skånes konstliv.

## Verksamhet
Föreningens verksamhet består av flera delar, däribland ett curaterat utställningsprogram med svenska som internationella konstnärer. Föreningen är även värd för arrangemang i form av samtal, releaser, konserter, dans och performance som genomförs i egen regi eller i samarbete med andra individer och organisationer. Vidare driver föreningen pedagogiska och områdesorienterade projekt med fokus på samarbeten med boende och verksamma i föreningens närområde. Skånes konstförening deltar även i sammanhang, initierar projekt och bedriver verksamhet med ett regionalt fokus. Ett sådant är föreningens deltagande i Erlandssonska konstfondens arbete med uppbyggnaden av en offentlig konstsamling i Vollsjö, Sjöbo kommun. Vidare delar Skånes konstförening sedan 2017 årligen ut ett utställningsstipendium från Sven och Ellida Hjorts minnesfond till en ung konstnär baserad i Skåne. Föreningen har även ett flerårigt samarbete med Konstskolan Munka i Munka-Ljungby kring elevernas avgångsutställning.
Fram tills 1993 hölls av tradition en årlig höstsalong där alla med en konstnärlig verksamhet som kunde kopplas till Skåne var välkomna att söka till, ytterligare två salonger genomfördes 2010 och 2011.
Skånes konstförening får stöd av Malmö stad, Region Skåne och Kulturrådet.